# Sarracenia purpurea
Sarracenia purpurea es una planta carnívora de la familia Sarraceniaceae, cuyas hojas están modificadas en forma de jarra para atrapar insectos y otros artrópodos pequeños.

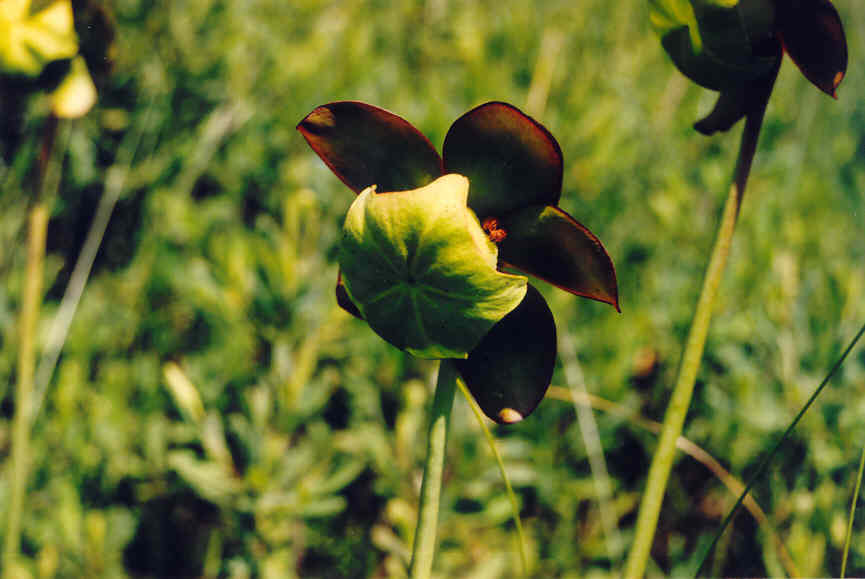
Flores de Sarracenia purpurea subsp. purpurea

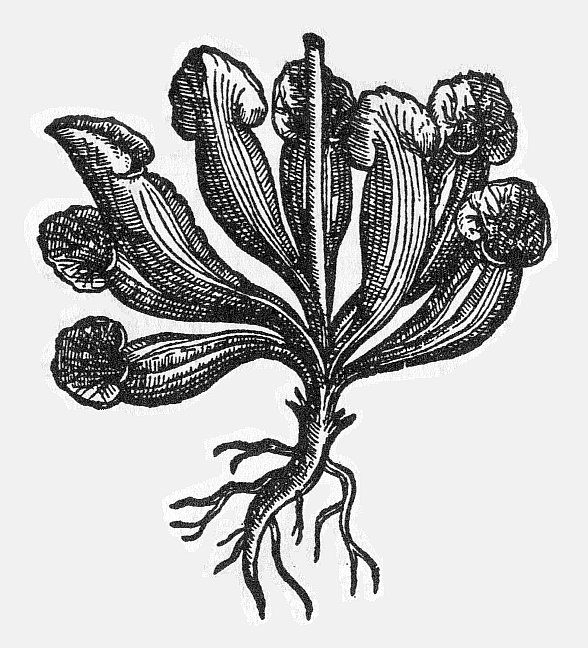
La ilustración más antigua conocida de Sarracenia purpurea, de la obra de Carolus Clusius Rariorum plantarum historia, cf. 18, 1601

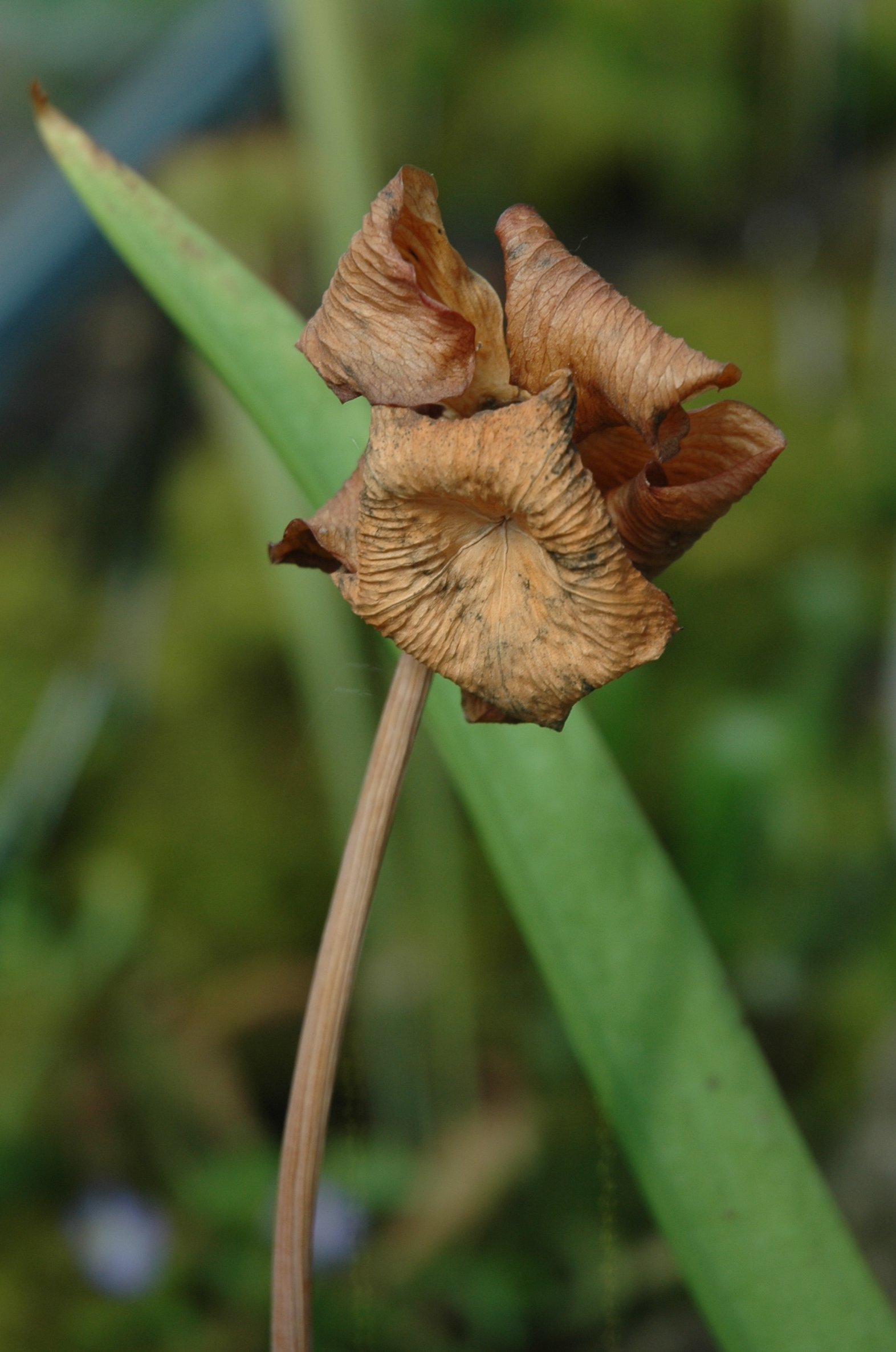
Fruto seco de Sarracenia purpurea

## Distribución y hábitat
Su hábitat incluye el litoral del este de Estados Unidos casi por completo, Grandes Lagos, y el este y el sur de Canadá, siendo por lo tanto la especie de Sarracenia más común y distribuida más ampliamente, así como el único miembro del género que habita climas templado frío.

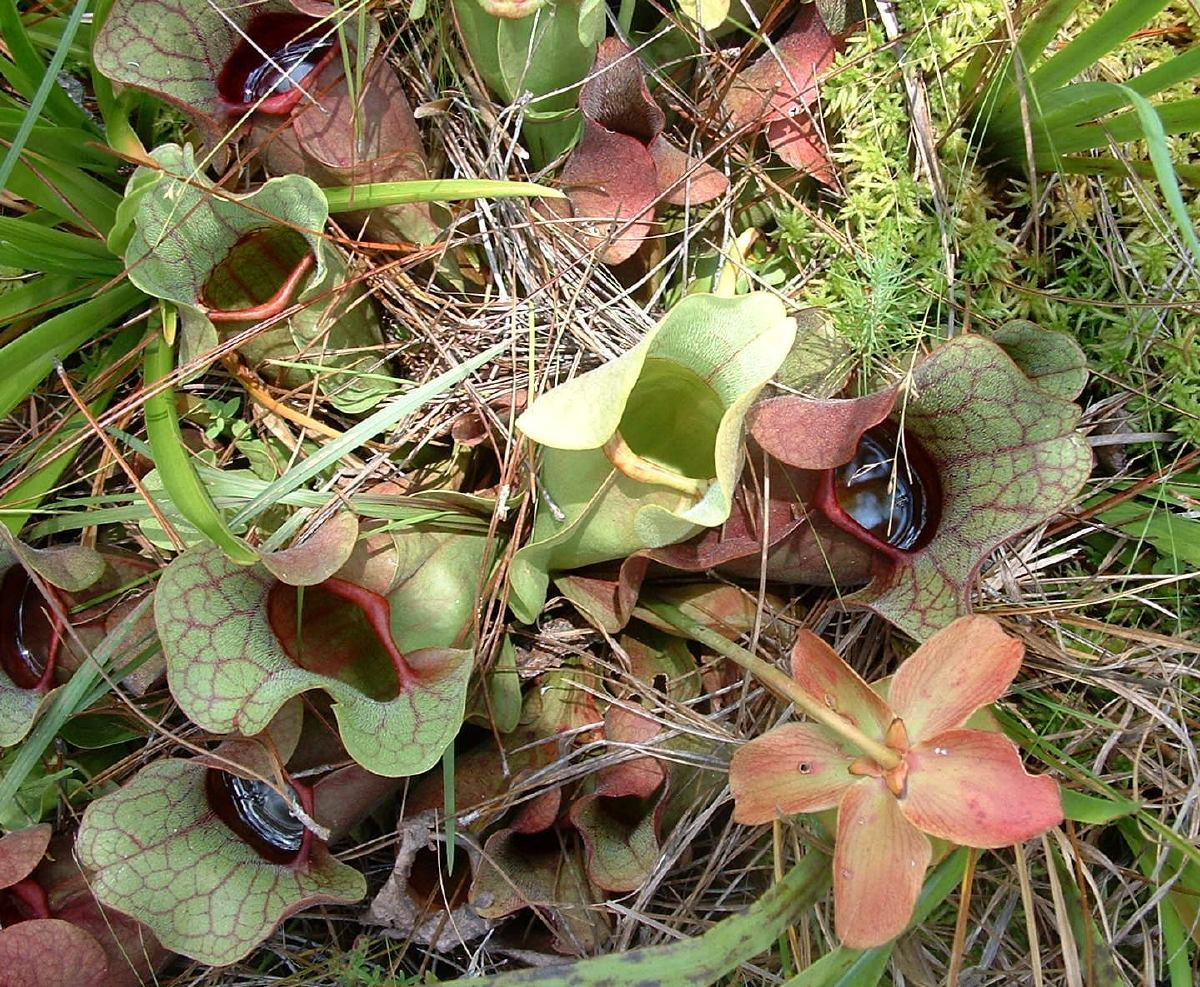
Sarracenia purpurea venosa var. burkii, Florida (también denominada S. rosea)

La especie es el emblema floral de la Provincia canadiense de Terranova y Labrador.

## Descripción
Como otras especies de Sarracenia , S. purpurea obtiene la mayor parte de su alimento por la captura de presas. Sin embargo, la captura de las presas se muestra ineficaz, con menos del 1% de la presas que la visitan capturadas dentro de la jarra. Sin embargo, algunas observaciones anecdóticas de los que las cultivan refieren que las jarras se llenan rápidamente de presas durante los meses cálidos del verano. La presa cae en la jarra y se ahoga en el agua de lluvia que se acumula en la base de cada hoja. Los ejemplares son por ejemplo moscas, hormigas, arañas, e incluso mariposas. Las larvas de los mosquitos Wyeomyia smithii y Metriocnemus knabi forman parte de una comunidad invertebrada que digiere a las presas. Además  protistas, rotíferos (incluyendo Habrotrocha rosa), y bacterias forman parte del  conjunto de inquilinos que desmenuzan las presas disponibles, poniendo los alimentos a disposición de la planta. Las hojas nuevas de la jarra producen enzimas digestivas tal como hidrolasas y proteasas, pero como hojas individuales consiguen más material cuanto más viejas en su segundo año, cuando la digestión de las presas es ayudada por la comunidad de bacterias que viven dentro de las jarras.

## Taxonomía
La especie se divide en dos subespecies, S. purpurea subsp. purpurea and S. purpurea subsp. venosa. La primera se encuentra en el norte de Nueva Jersey y requiere un período de inactividad durante el invierno, mientras que el último se encuentra en el sur de Nueva Jersey y tolera temperaturas más cálidas
En 1999, Sarracenia purpurea subsp. venosa var. burkii fue descrita como una especie independiente: Sarracenia rosea. Esta reclasificación se ha discutido entre entusiastas de la planta carnívora desde entonces, pero la evidencia morfológica adicional ha apoyado la separación. Se reconocen generalmente las especies siguientes y los taxones infraspecificos:
- Sarracenia purpurea subsp. purpurea
  - Sarracenia purpurea subsp. purpurea f. heterophylla
  - Sarracenia purpurea subsp. purpurea f. ruplicola
- Sarracenia purpurea subsp. venosa
  - Sarracenia purpurea subsp. venosa var. burkii [=S. rosea]
    - Sarracenia purpurea subsp. venosa var. burkii f. luteola[9]

  - Sarracenia purpurea subsp. venosa var. montana

Sarracenia purpurea fue descrita por Carlos Linneo y publicado en Species Plantarum 1: 510. 1753. 
Etimología
Sarracenia: nombre genérico que fue nombrado por el médico francés Michel Sarrasin (Sarracenus) (1659-1734), un naturalista y coleccionista de plantas en Quebec, aunque una segunda fuente dice que deriva de otro médico francés llamado Jean Antoine Sarrasin (1547-1598), quien tradujo una obra de Dioscórides.
purpurea: epíteto latíno que significa "de color púrpura".
Sinonimia
- Sarracenia purpurea f. purpurea
- Sarracenia purpurea var. purpurea	[13]

## Galería de presas

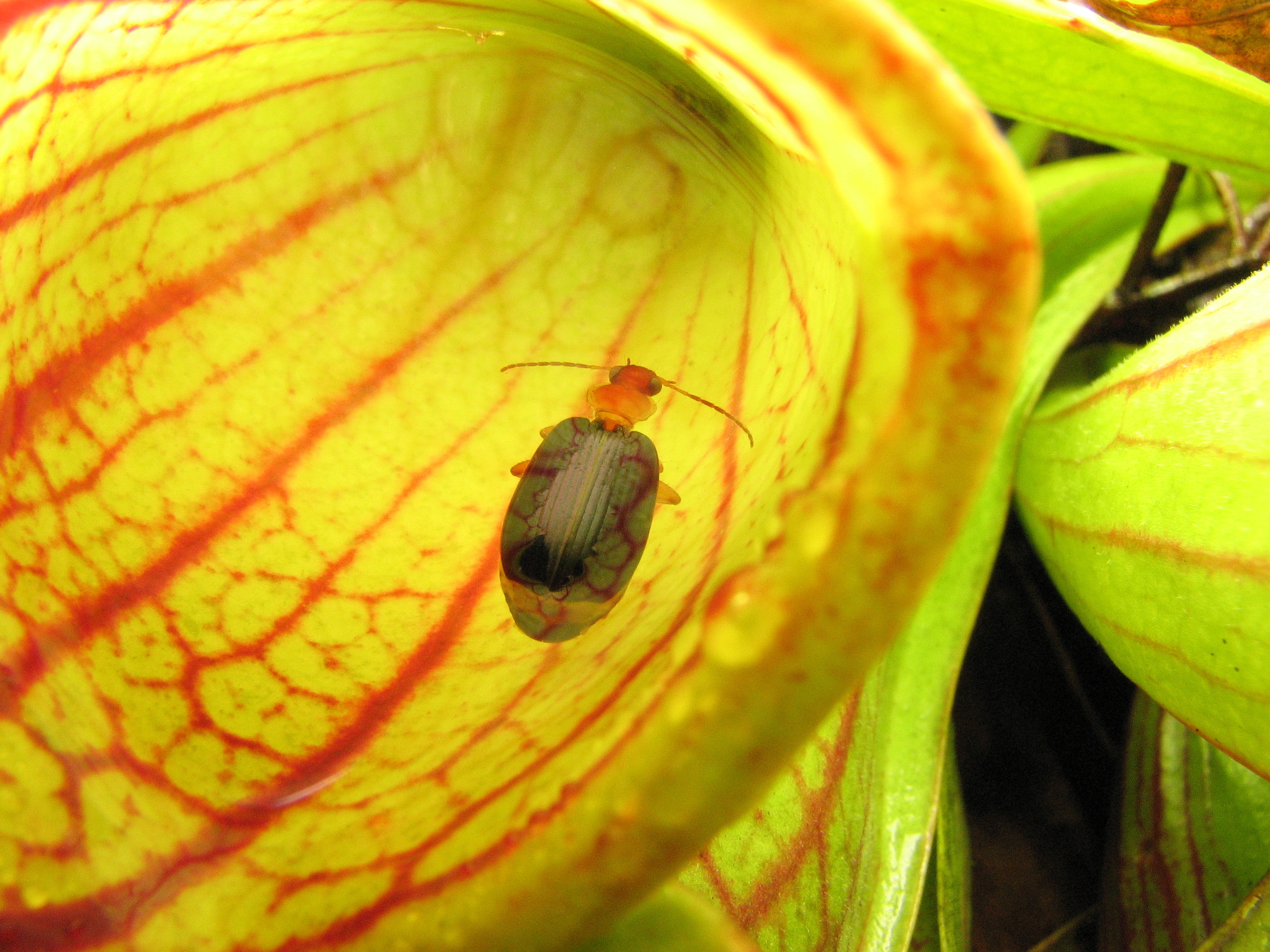
Escarabajo (Lebia grandis) atrapado en la jarra.
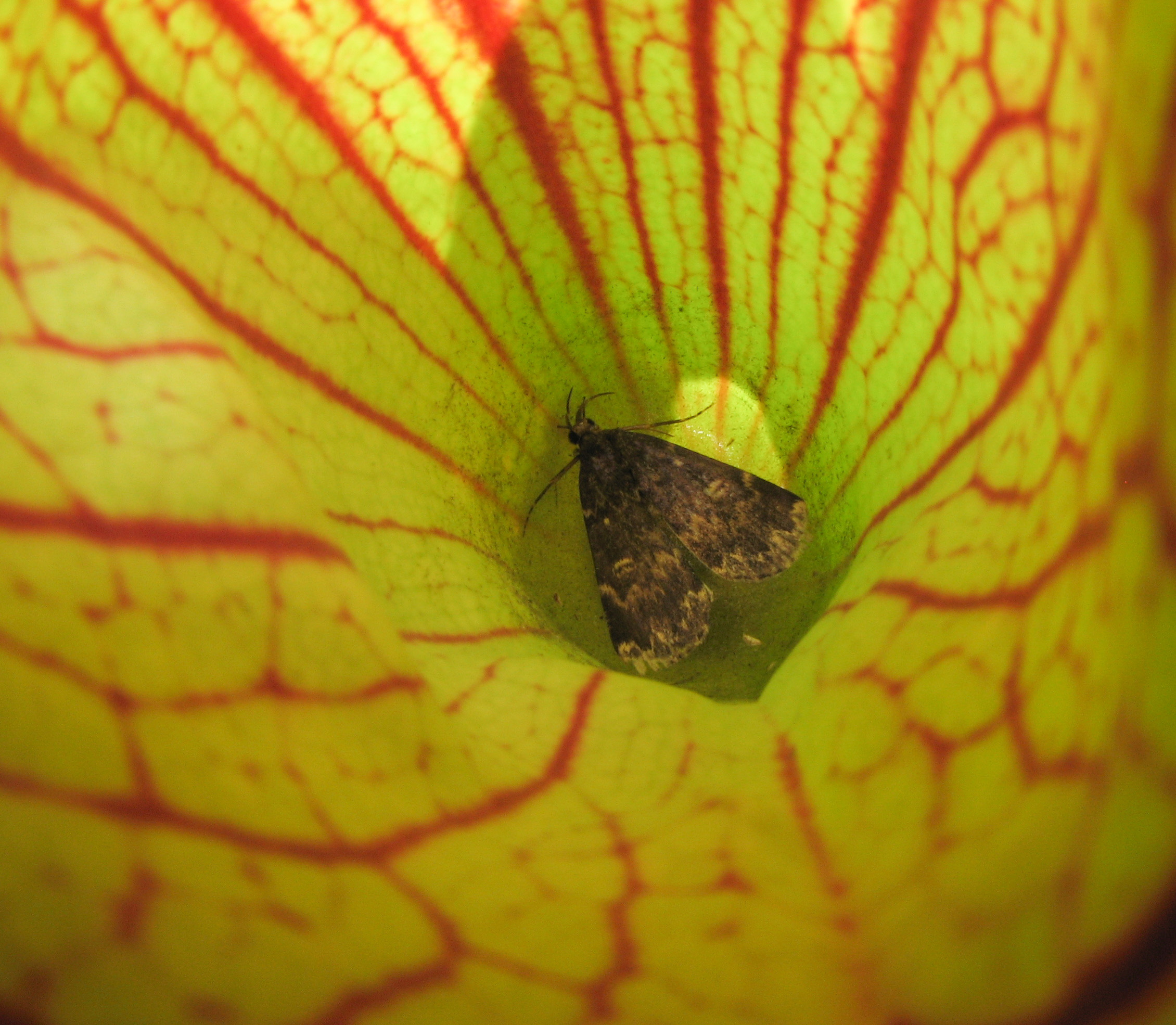
Lepidóptero, Idia lubricalis.
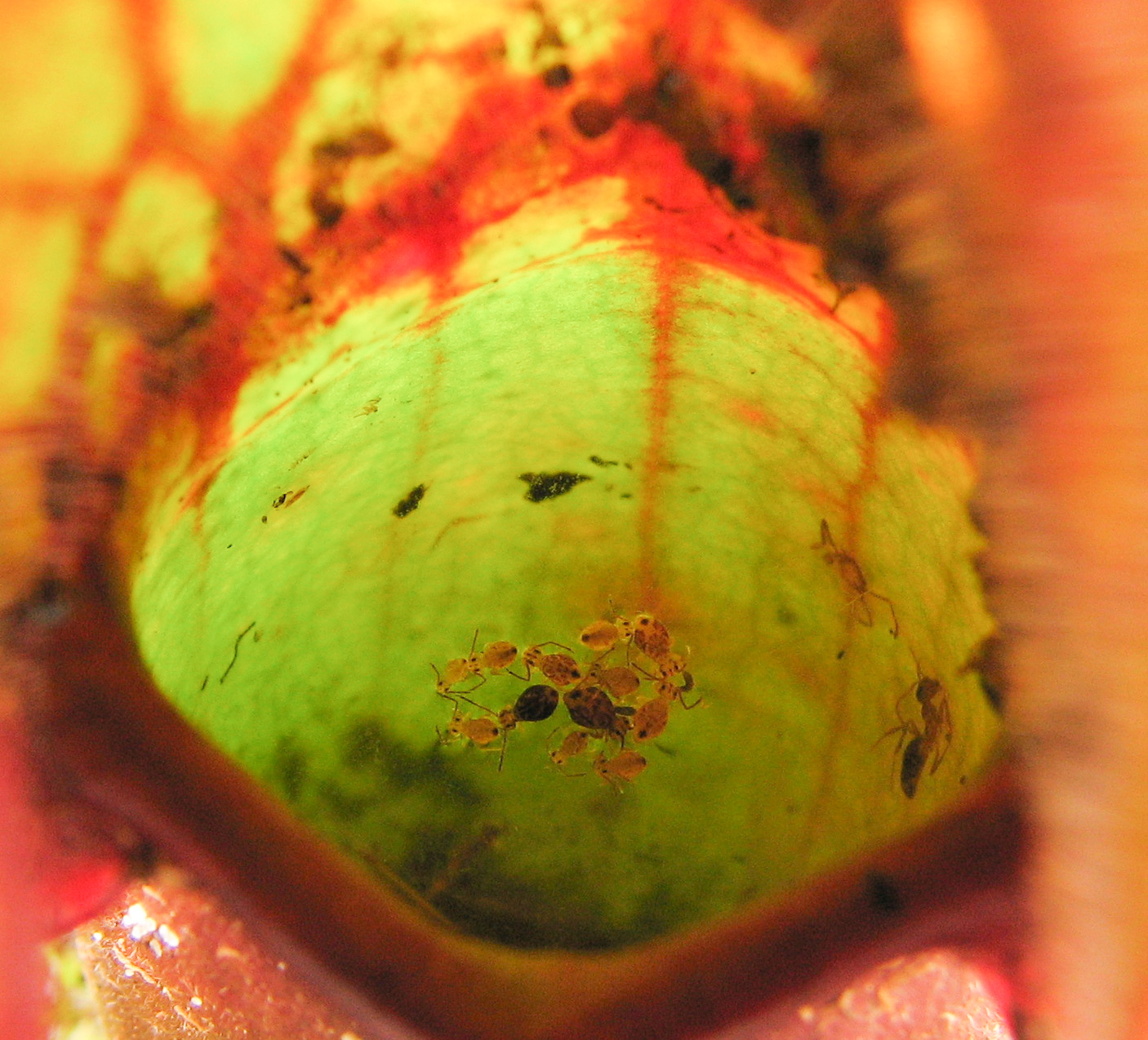
Collembola, (Dicyrtomina minuta).
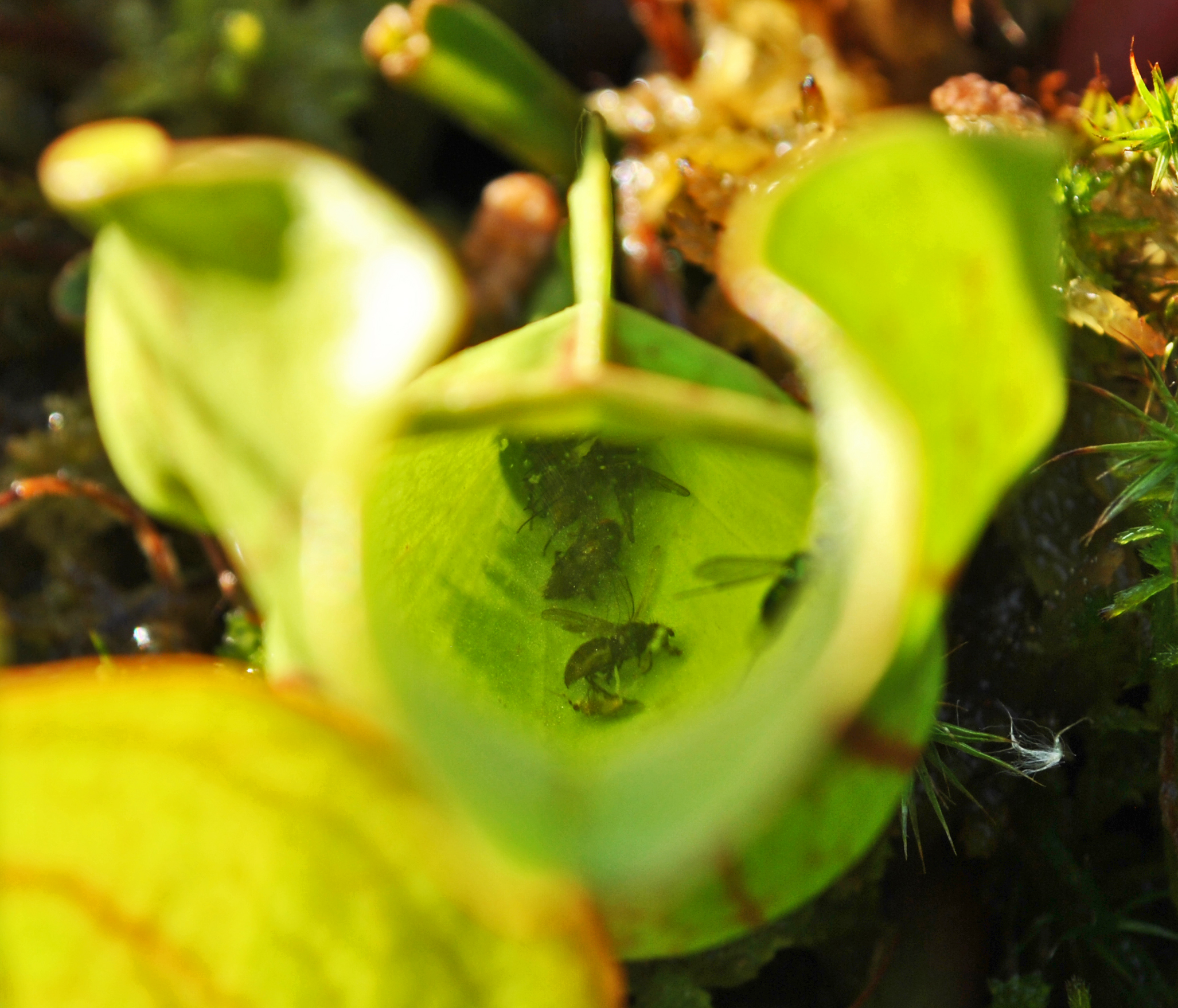